# Park City, Kansas
Park City är en stad (city) i Sedgwick County, i delstaten Kansas, USA. Enligt United States Census Bureau har staden en folkmängd på 7 336 invånare (2011) och en landarea på 24,6 km².